# Johanna Fürstauer
Johanna Fürstauer (* 11. März 1931 in Kössen; † 26. April 2018 in Salzburg) war eine österreichische Schriftstellerin, die auch unter den Pseudonymen Joy Bentley, Joan Forestier, Barbara Kelly, Dr. Stanley, J.F. Stanley, Keith Morgan und Sylvia White publiziert hat.

## Werdegang
Nach dem Studium der Germanistik, Anglistik und Aufführungspraxis Alter Musik war Johanna Fürstauer vor allem in den 1960er Jahren als Autorin, Herausgeberin und Übersetzerin zahlreicher kultur- und sittenkundlicher Texte und später mit Texten zur Klassischen Musik tätig.

## Werke (Auswahl)
- Eros im alten Orient (1965)

- Josephine Mutzenbacher (1967)
- Erotische Ekstasen (1967)
- Neue illustrierte Sittengeschichte des bürgerlichen Zeitalters (1967)

- Im Sumpf zügelloser Begierden (1968)
- Wochen wilder Wonnen (1968)
- Das grosse Liebesspiel (1968)
- Leidenschaft, nichts als nackte Leidenschaft (1968)

- Sittengeschichte des alten Orients (1969)
- Unersättlich lüstern (1969)
- Das lasterhafte Weib (1969)
- Dolly und die Peitsche (1969)
- (Hg.): Friedrich Karl Forberg: Klassische Liebesspiele (1969)
- Mannstolle Nichten (1969)
- Drei Liebhaber für einen von Guy de Maupassant (1969)
- Der Geschlechtsakt in Wort und Bild (1969)
- Die Sexbesessenen (1969)
- ...mit Rohrstock und Peitsche. Eine Sittengeschichte der Flagellomanie (1969)

- zus. mit E. D.: Wenn scharf der Rohrstock klatscht (1970)
- Die Lesbierinnen (1970)
- Lustperversionen durch Folter und Qual (1970)
- Das pornographische Abenteuer (1970)
- Grauen, Wollust, Folter, Koitus im Hexenkult (1970)
- 120x Orgasmus in Wort und Bild (1970)
- Orale Liebespraktiken (1970)
- Perverses weibliches Triebverlangen (1970)
- Verbotene Liebespraktiken, perverse Wollust (1970)
- Lüstern kam die Nackte (1970)
- Selbstbefriedigungspraktiken junger Frauen mit und ohne Gerät (1970)
- zus. mit Wolf Larkin: Geil (1970)
- Die lesbischen Spiele nackter Töchter (1970)
- Die lesbischen Erlebnisse einer Partyfotografin (1970)
- (Hg.): Honoré-Gabriel de Riquetti de Mirabeau: Die Bekenntnisse eines Lebemannes (1970)
- (HG.): Honoré-Gabriel de Riquetti de Mirabeau: Wilde Laura, komm und mache (1970)

- (Hg.) Gabriel Honore Graf von Mirabeau: Ausgewählte Schriften (1998)

- (Hg.): Nikolaus Harnoncourt: Mozart Dialoge. Gedanken zur Gegenwart der Musik (2005)

- (Hg.): Nikolaus Harnoncourt: Musik als Erbe und Anspruch. Das romantische Jahrhundert (2007)